# Saison 1985-1986 de la LNH
Saison précédente Saison suivante
La saison 1985-1986 est la 69e saison régulière de la Ligue nationale de hockey. Vingt et une équipes ont joué chacune 80 matchs.
Cette saison, le Trophée des présidents est mis en place afin de récompenser l'équipe ayant marqué le plus de points au classement général. Les Oilers d'Edmonton sont les premiers gagnants du prix.

## Saison régulière
Les Oilers d'Edmonton reprennent la première place aux Flyers de Philadelphie et Wayne Gretzky continue de dominer la ligue et remporte une nouvelle fois les trophées Hart et Art-Ross. Il n'inscrit que 52 buts mais réalise 163 passes décisives et atteint pour la dernière fois de sa carrière plus de 200 points sur la saison. Ses 163 passes décisives et ses 215 points constituent des records. Mario Lemieux est le seul joueur à approcher les 200 points, sans les atteindre, avec 199 points quatre saisons plus tard. Paul Coffey défenseur des Oilers marque 48 buts et bat le record de Bobby Orr pour le nombre de buts marqués par un défenseur.

### Classements finaux

#### Association Prince de Galles
| Clt   | Équipe                | PJ | V  | D  | N  | BP  | BC  | Pts |
| ----- | --------------------- | -- | -- | -- | -- | --- | --- | --- |
| +001, | Nordiques de Québec   | 80 | 43 | 31 | 6  | 330 | 289 | 92  |
| +002, | Canadiens de Montréal | 80 | 40 | 33 | 7  | 330 | 280 | 87  |
| +003, | Bruins de Boston      | 80 | 37 | 31 | 12 | 311 | 288 | 86  |
| +004, | Whalers de Hartford   | 80 | 40 | 36 | 4  | 332 | 302 | 84  |
| +005, | Sabres de Buffalo     | 80 | 37 | 37 | 6  | 296 | 291 | 80  |

| Clt   | Équipe                 | PJ | V  | D  | N  | BP  | BC  | Pts |
| ----- | ---------------------- | -- | -- | -- | -- | --- | --- | --- |
| +001, | Flyers de Philadelphie | 80 | 53 | 23 | 4  | 335 | 241 | 110 |
| +002, | Capitals de Washington | 80 | 50 | 23 | 7  | 315 | 272 | 107 |
| +003, | Islanders de New York  | 80 | 39 | 29 | 12 | 327 | 284 | 90  |
| +004, | Rangers de New York    | 80 | 36 | 38 | 6  | 280 | 276 | 78  |
| +005, | Penguins de Pittsburgh | 80 | 34 | 38 | 8  | 313 | 305 | 76  |
| +006, | Devils du New Jersey   | 80 | 28 | 49 | 3  | 300 | 374 | 59  |

#### Association Clarence Campbell
| Clt   | Équipe                   | PJ | V  | D  | N | BP  | BC  | Pts |
| ----- | ------------------------ | -- | -- | -- | - | --- | --- | --- |
| +001, | Black Hawks de Chicago   | 80 | 39 | 33 | 8 | 351 | 349 | 86  |
| +002, | North Stars du Minnesota | 80 | 38 | 33 | 9 | 327 | 305 | 85  |
| +003, | Blues de Saint-Louis     | 80 | 37 | 34 | 9 | 302 | 291 | 83  |
| +004, | Maple Leafs de Toronto   | 80 | 25 | 48 | 7 | 311 | 386 | 57  |
| +005, | Red Wings de Détroit     | 80 | 17 | 57 | 6 | 266 | 415 | 40  |

| Clt   | Équipe               | PJ | V  | D  | N  | BP  | BC  | Pts |
| ----- | -------------------- | -- | -- | -- | -- | --- | --- | --- |
| +001, | Oilers d'Edmonton    | 80 | 56 | 17 | 7  | 426 | 310 | 119 |
| +002, | Flames de Calgary    | 80 | 40 | 31 | 9  | 354 | 315 | 89  |
| +003, | Jets de Winnipeg     | 80 | 26 | 47 | 7  | 295 | 372 | 59  |
| +004, | Canucks de Vancouver | 80 | 23 | 44 | 13 | 282 | 333 | 59  |
| +005, | Kings de Los Angeles | 80 | 23 | 49 | 8  | 284 | 389 | 54  |

- Champion de la saison régulière
- Qualifié pour les séries éliminatoires

### Meilleurs Pointeurs
| Joueur         | Équipe                | PJ | B  | A   | Pts |
| -------------- | --------------------- | -- | -- | --- | --- |
| Wayne Gretzky  | Edmonton              | 80 | 52 | 163 | 215 |
| Mario Lemieux  | Pittsburgh            | 79 | 48 | 93  | 141 |
| Paul Coffey    | Edmonton              | 79 | 48 | 90  | 138 |
| Jari Kurri     | Edmonton              | 78 | 68 | 63  | 131 |
| Mike Bossy     | Islanders de New York | 80 | 61 | 62  | 123 |
| Peter Šťastný  | Québec                | 76 | 41 | 81  | 122 |
| Denis Savard   | Chicago               | 80 | 47 | 69  | 116 |
| Mats Naslund   | Montréal              | 80 | 43 | 67  | 110 |
| Dale Hawerchuk | Winnipeg              | 80 | 46 | 59  | 105 |
| Neal Broten    | Minnesota             | 80 | 29 | 76  | 105 |

### Meilleurs gardiens
| Joueur             | Équipe                | PJ | Min   | BC  | Bl | Moy  |
| ------------------ | --------------------- | -- | ----- | --- | -- | ---- |
| Bob Froese         | Philadelphie          | 51 | 2 728 | 116 | 5  | 2,55 |
| Al Jensen          | Washington            | 44 | 2 437 | 129 | 2  | 3,18 |
| Clint Malarchuk    | Québec                | 46 | 2 657 | 142 | 4  | 3,21 |
| Kelly Hrudey       | Islanders de New York | 45 | 2 563 | 137 | 1  | 3,21 |
| John Vanbiesbrouck | Rangers de New York   | 61 | 3 326 | 184 | 3  | 3,32 |
| Patrick Roy        | Montréal              | 47 | 2 651 | 148 | 1  | 3,35 |
| Pat Riggin         | Washington / Boston   | 46 | 2 641 | 150 | 1  | 3,41 |
| Rick Wamsley       | Saint-Louis           | 42 | 2 517 | 144 | 1  | 3,43 |
| Pete Peeters       | Boston / Washington   | 42 | 2 506 | 144 | 1  | 3,45 |
| Don Beaupre        | Minnesota             | 52 | 3 073 | 182 | 1  | 3,55 |

## Séries éliminatoires de la Coupe Stanley
Les Canadiens de Montréal décident de faire jouer dans leur but pour les séries éliminatoires un jeune gardien débutant du nom de Patrick Roy. La dernière fois que les Canadiens avaient fait jouer un gardien débutant, Ken Dryden, ils avaient remporté la Coupe Stanley. Encore une fois cela s'avère payant puisque Patrick Roy gagne le trophée Conn-Smythe du meilleur joueur des séries avec 15 victoires et une moyenne  de 1,92 but encaissé par match.

### Tableau récapitulatif
|  | Demi-finales de division     | Demi-finales de division | Demi-finales de division |   |                        | Finales de division    | Finales de division | Finales de division |  |    | Finales d'association | Finales d'association | Finales d'association |  |    | Finale de la Coupe Stanley | Finale de la Coupe Stanley | Finale de la Coupe Stanley |
|  |                              |                          |                          |   |                        |                        |                     |                     |  |    |                       |                       |                       |  |    |                            |                            |                            |
|  | A1                           | Nordiques de Québec      | 0                        |   |                        |                        |                     |                     |  |    |                       |                       |                       |  |    |                            |                            |                            |
|  | A4                           | Whalers de Hartford      | 3                        |   |                        |                        |                     |                     |  |    |                       |                       |                       |  |    |                            |                            |                            |
|  | A4                           | Whalers de Hartford      | 3                        |   | A4                     | Whalers de Hartford    | 3                   |                     |  |    |                       |                       |                       |  |    |                            |                            |                            |
|  |                              |                          |                          |   | A4                     | Whalers de Hartford    | 3                   |                     |  |    |                       |                       |                       |  |    |                            |                            |                            |
|  |                              | A2                       | Canadiens de Montréal    | 4 |                        |                        |                     |                     |  |    |                       |                       |                       |  |    |                            |                            |                            |
|  | A3                           | A2                       | Canadiens de Montréal    | 4 | Bruins de Boston       | 0                      |                     |                     |  |    |                       |                       |                       |  |    |                            |                            |                            |
|  | A3                           |                          |                          |   | Bruins de Boston       | 0                      |                     |                     |  |    |                       |                       |                       |  |    |                            |                            |                            |
|  | A2                           | Canadiens de Montréal    | 3                        |   |                        |                        |                     |                     |  |    |                       |                       |                       |  |    |                            |                            |                            |
|  | A2                           | Canadiens de Montréal    | 3                        |   |                        |                        |                     |                     |  | A2 | Canadiens de Montréal | 4                     |                       |  |    |                            |                            |                            |
|  | Association Prince de Galles |                          |                          |   |                        |                        |                     |                     |  | A2 | Canadiens de Montréal | 4                     |                       |  |    |                            |                            |                            |
|  |                              | P4                       | Rangers de New York      | 1 |                        |                        |                     |                     |  |    |                       |                       |                       |  |    |                            |                            |                            |
|  | P1                           | P4                       | Rangers de New York      | 1 | Flyers de Philadelphie | 2                      |                     |                     |  |    |                       |                       |                       |  |    |                            |                            |                            |
|  | P1                           |                          |                          |   | Flyers de Philadelphie | 2                      |                     |                     |  |    |                       |                       |                       |  |    |                            |                            |                            |
|  | P4                           | Rangers de New York      | 3                        |   |                        |                        |                     |                     |  |    |                       |                       |                       |  |    |                            |                            |                            |
|  | P4                           | Rangers de New York      | 3                        |   | P4                     | Rangers de New York    | 4                   |                     |  |    |                       |                       |                       |  |    |                            |                            |                            |
|  |                              |                          |                          |   | P4                     | Rangers de New York    | 4                   |                     |  |    |                       |                       |                       |  |    |                            |                            |                            |
|  |                              | P2                       | Capitals de Washington   | 2 |                        |                        |                     |                     |  |    |                       |                       |                       |  |    |                            |                            |                            |
|  | P3                           | P2                       | Capitals de Washington   | 2 | Islanders de New York  | 0                      |                     |                     |  |    |                       |                       |                       |  |    |                            |                            |                            |
|  | P3                           |                          |                          |   | Islanders de New York  | 0                      |                     |                     |  |    |                       |                       |                       |  |    |                            |                            |                            |
|  | P2                           | Capitals de Washington   | 3                        |   |                        |                        |                     |                     |  |    |                       |                       |                       |  |    |                            |                            |                            |
|  | P2                           | Capitals de Washington   | 3                        |   |                        |                        |                     |                     |  |    |                       |                       |                       |  | A2 | Canadiens de Montréal      | 4                          |                            |
|  |                              |                          |                          |   |                        |                        |                     |                     |  |    |                       |                       |                       |  | A2 | Canadiens de Montréal      | 4                          |                            |
|  |                              | S2                       | Flames de Calgary        | 1 |                        |                        |                     |                     |  |    |                       |                       |                       |  |    |                            |                            |                            |
|  | N1                           | S2                       | Flames de Calgary        | 1 | Black Hawks de Chicago | 0                      |                     |                     |  |    |                       |                       |                       |  |    |                            |                            |                            |
|  | N1                           |                          |                          |   | Black Hawks de Chicago | 0                      |                     |                     |  |    |                       |                       |                       |  |    |                            |                            |                            |
|  | N4                           | Maple Leafs de Toronto   | 3                        |   |                        |                        |                     |                     |  |    |                       |                       |                       |  |    |                            |                            |                            |
|  | N4                           | Maple Leafs de Toronto   | 3                        |   | N4                     | Maple Leafs de Toronto | 3                   |                     |  |    |                       |                       |                       |  |    |                            |                            |                            |
|  |                              |                          |                          |   | N4                     | Maple Leafs de Toronto | 3                   |                     |  |    |                       |                       |                       |  |    |                            |                            |                            |
|  |                              | N3                       | Blues de Saint-Louis     | 4 |                        |                        |                     |                     |  |    |                       |                       |                       |  |    |                            |                            |                            |
|  | N3                           | N3                       | Blues de Saint-Louis     | 4 | Blues de Saint-Louis   | 3                      |                     |                     |  |    |                       |                       |                       |  |    |                            |                            |                            |
|  | N3                           |                          |                          |   | Blues de Saint-Louis   | 3                      |                     |                     |  |    |                       |                       |                       |  |    |                            |                            |                            |
|  | N2                           | North Stars du Minnesota | 2                        |   |                        |                        |                     |                     |  |    |                       |                       |                       |  |    |                            |                            |                            |
|  | N2                           | North Stars du Minnesota | 2                        |   |                        |                        |                     |                     |  | N3 | Blues de Saint-Louis  | 3                     |                       |  |    |                            |                            |                            |
|  | Association Campbell         |                          |                          |   |                        |                        |                     |                     |  | N3 | Blues de Saint-Louis  | 3                     |                       |  |    |                            |                            |                            |
|  |                              | S2                       | Flames de Calgary        | 4 |                        |                        |                     |                     |  |    |                       |                       |                       |  |    |                            |                            |                            |
|  | S1                           | S2                       | Flames de Calgary        | 4 | Oilers d'Edmonton      | 3                      |                     |                     |  |    |                       |                       |                       |  |    |                            |                            |                            |
|  | S1                           |                          |                          |   | Oilers d'Edmonton      | 3                      |                     |                     |  |    |                       |                       |                       |  |    |                            |                            |                            |
|  | S4                           | Canucks de Vancouver     | 0                        |   |                        |                        |                     |                     |  |    |                       |                       |                       |  |    |                            |                            |                            |
|  | S4                           | Canucks de Vancouver     | 0                        |   | S1                     | Oilers d'Edmonton      | 3                   |                     |  |    |                       |                       |                       |  |    |                            |                            |                            |
|  |                              |                          |                          |   | S1                     | Oilers d'Edmonton      | 3                   |                     |  |    |                       |                       |                       |  |    |                            |                            |                            |
|  |                              | S2                       | Flames de Calgary        | 4 |                        |                        |                     |                     |  |    |                       |                       |                       |  |    |                            |                            |                            |
|  | S3                           | S2                       | Flames de Calgary        | 4 | Jets de Winnipeg       | 0                      |                     |                     |  |    |                       |                       |                       |  |    |                            |                            |                            |
|  | S3                           |                          |                          |   | Jets de Winnipeg       | 0                      |                     |                     |  |    |                       |                       |                       |  |    |                            |                            |                            |
|  | S2                           | Flames de Calgary        | 3                        |   |                        |                        |                     |                     |  |    |                       |                       |                       |  |    |                            |                            |                            |

### Finale de la Coupe Stanley
| 16 mai | Flames de Calgary | 5-2 | Canadiens de Montréal |  |

| 18 mai | Flames de Calgary | 2-3 (pr) | Canadiens de Montréal |  |

| 20 mai | Canadiens de Montréal | 5-3 | Flames de Calgary |  |

| 22 mai | Canadiens de Montréal | 1-0 | Flames de Calgary |  |

| 24 mai | Flames de Calgary | 3-4 | Canadiens de Montréal |  |

Cette finale de la Coupe Stanley est la première pour les Canadiens de Montréal depuis la saison 1978-1979 gagnée contre les Rangers de New York.  C'est aussi la première fois depuis la saison 1966-1967 que deux équipes canadiennes s'affrontent en finale, les Maple Leafs de Toronto avaient alors battu les Canadiens par quatre parties à deux. Brian Skrudland marque le but vainqueur lors de la deuxième partie après neuf secondes de prolongation, établissant ainsi le record pour le but le plus rapide en prolongation lors d'une partie des séries éliminatoires de la LNH.
Les Canadiens de Montréal gagnent la série et leur gardien recrue, Patrick Roy, reçoit le trophée Conn-Smythe.

## Récompenses

### Trophées
| Trophée                      | Vainqueur                   | Équipe                      |
| ---------------------------- | --------------------------- | --------------------------- |
| Trophée Calder               | Gary Suter                  | Flames de Calgary           |
| Trophée Lester-B.-Pearson    | Mario Lemieux               | Penguins de Pittsburgh      |
| Trophée Art-Ross             | Wayne Gretzky               | Oilers d'Edmonton           |
| Trophée Hart                 | Wayne Gretzky               | Oilers d'Edmonton           |
| Trophée Conn-Smythe          | Patrick Roy                 | Canadiens de Montréal       |
| Trophée Bill-Masterton       | Charlie Simmer              | Bruins de Boston            |
| Trophée Frank-J.-Selke       | Troy Murray                 | Black Hawks de Chicago      |
| Trophée Jack-Adams           | Glen Sather                 | Oilers d'Edmonton           |
| Trophée James-Norris         | Paul Coffey                 | Oilers d'Edmonton           |
| Trophée Lady Byng            | Mike Bossy                  | Islanders de New York       |
| Trophée Lester-Patrick       | Jack MacInnes et Jack Riley | Jack MacInnes et Jack Riley |
| Trophée Vézina               | John Vanbiesbrouck          | Rangers de New York         |
| Trophée William-M.-Jennings  | Bob Froese Darren Jensen    | Flyers de Philadelphie      |
| Trophée plus-moins de la LNH | Mark Howe                   | Flyers de Philadelphie      |

| Trophée                      | Équipe                |
| ---------------------------- | --------------------- |
| Trophée Clarence-S.-Campbell | Flames de Calgary     |
| Trophée Prince de Galles     | Canadiens de Montréal |
| Trophée des présidents       | Oilers d'Edmonton     |
| Coupe Stanley                | Canadiens de Montréal |

### Équipes d'étoiles

#### Première et deuxième équipe
| Position       | Première équipe    | Première équipe        | Deuxième équipe | Deuxième équipe        |
| Position       | Joueur             | Équipe                 | Joueur          | Équipe                 |
| -------------- | ------------------ | ---------------------- | --------------- | ---------------------- |
| Gardien de but | John Vanbiesbrouck | Rangers de New York    | Bob Froese      | Flyers de Philadelphie |
| Défenseur      | Paul Coffey        | Oilers d'Edmonton      | Raymond Bourque | Bruins de Boston       |
| Défenseur      | Mark Howe          | Flyers de Philadelphie | Larry Robinson  | Canadiens de Montréal  |
| Ailier gauche  | Michel Goulet      | Nordiques de Québec    | Mats Näslund    | Canadiens de Montréal  |
| Centre         | Wayne Gretzky      | Oilers d'Edmonton      | Mario Lemieux   | Penguins de Pittsburgh |
| Ailier droit   | Mike Bossy         | Islanders de New York  | Jari Kurri      | Oilers d'Edmonton      |

#### Équipe des recrues
| Position       | Joueur       | Équipe                 |
| -------------- | ------------ | ---------------------- |
| Gardien de but | Patrick Roy  | Canadiens de Montréal  |
| Défenseur      | Dana Murzyn  | Whalers de Hartford    |
| Défenseur      | Gary Suter   | Flames de Calgary      |
| Attaquant      | Wendel Clark | Maple Leafs de Toronto |
| Attaquant      | Kjell Dahlin | Canadiens de Montréal  |
| Attaquant      | Mike Ridley  | Rangers de New York    |